# 12387 Tomokofujiwara
12387 Tomokofujiwara este un asteroid din centura principală de asteroizi.

## Descriere
12387 Tomokofujiwara este un asteroid din centura principală de asteroizi. A fost descoperit pe 28 octombrie 1994 la Kitami de Kin Endate și Kazuro Watanabe. Asteroidul prezintă o orbită caracterizată de o semiaxă mare de 2,74 ua, o excentricitate de 0,06 și o înclinație de 17,0° în raport cu ecliptica.